# Louis Carolus-Barré
Pour les articles homonymes, voir Barré.
Louis Carolus-Barré, de son vrai nom Carolus Louis Barré, né le 9 avril 1910 à Paris où il est mort le 18 juillet 1993, est un conservateur des bibliothèques et historien médiéviste français.

## Biographie

### Origines familiales et formation
Fils de Charles Alfred Barré (1890-1956), chef d'une entreprise de couverture et plomberie, il reçoit les prénoms « Carolus, Alfred, Louis » (Carolus, traduction en latin du premier prénom de son père, est dans l'usage courant accolé au patronyme « Barré »).
Son père se consacre à des recherches généalogiques qui l'amènent à étudier de façon approfondie les archives de la ville de Compiègne, où il a des ancêtres ; il entre en contact avec la Société d'histoire de Compiègne dès 1914, en devient membre en 1921 et en est élu président en 1930. Il est l'auteur de plusieurs ouvrages sur l'histoire de Compiègne et de l'Oise. Le jeune Louis entre lui-même dans cette Société en 1927, à l'âge de 17 ans.
Après le baccalauréat, Louis Carolus-Barré entre à l'École nationale des chartes en 1930, et en sort diplômé en 1934, premier de sa promotion. Durant son passage à l'École des chartes, il suit aussi les cours de Ferdinand Lot à l'École pratique des hautes études.

### Carrière
Il est ensuite membre de l'École française de Rome.
En 1939-1940, au début de la Seconde Guerre mondiale, il est mobilisé dans l'infanterie avec le grade de sergent.
Conservateur des bibliothèques, il travaille de 1941 à 1953 à la Bibliothèque nationale de France (département des manuscrits), puis à la bibliothèque de l'Institut de France.
Il fait ensuite partie du secrétariat général de l'École française de Rome, puis entre[Quand ?] au CNRS et à la bibliothèque du Louvre et des Musées nationaux.
Parallèlement, il publie de nombreux travaux consacrés à l'histoire de la Picardie et du nord de l'Île-de-France au Moyen Âge.

### Mariage et descendance
En 1937, il épouse à Saint-Jean-de-Luz Marguerite Rémon, qui lui donnera six filles et un fils
Son fils, né en 1949, Charles, est connu comme artiste peintre sous le pseudonyme Cebarre.

## Publications
- Les plus anciennes chartes en langue française Tome 1 : Problèmes généraux et recueil des pièces originales conservées aux Archives de l'Oise, 1241-1286, Paris, Librairie Klincksieck, 1964.
- Études et documents sur l'Île-de-France et la Picardie au Moyen Âge en trois tomes :
  - Tome 1 : Compiègne et le Soissonnais, Compiègne, Ville de Compiègne, 1996
  - Tome 2 : Senlis et le Valois
  - Tome 3 : Beauvaisis et Picardie
- Le Procès de canonisation de Saint Louis (1272-1297), École française de Rome, 1994 (en collaboration avec le chanoine Henri Platelle).
- Le Comté de Valois jusqu'à l'avènement de Philippe de Valois au trône de France : Xe siècle-1328, Senlis, Société d'histoire et d'archéologie de Senlis, 1998.
- L'Ambassade de Philippe de Beaumanoir à Rome (automne 1289), Senlis, Société d'histoire et d'archéologie de Senlis, 1944.
- Le Cardinal de Dormans, chancelier de France, « principal conseiller » de Charles V, d'après son testament et les archives du Vatican, Paris, Éditions de Boccard, 1935.